# Armin Suppan
Armin Suppan (Graz, 16 oktober 1959) is een Oostenrijks componist, dirigent en muziekpedagoog.

## Levensloop
Suppan studeerde aan de toenmalige Musikhochschule (nu: Universität für Musik und darstellende Kunst) in Graz hoorn bij Fritz Mischlinger, muziektheorie bij Karl Haidmayer en Franz Koringer. Van 1977 tot 1979 studeerde hij ook HaFa-directie in Graz. In 1980 ging hij aan de Hochschule für Musik Detmold in Detmold en voltooide zijn hoorn-studies bij Michael Höltzel. In 1987 kreeg hij de titel Magister artium aan de Universität für Musik und darstellende Kunst in Graz. 
Sinds 1978 speelde hij als hoornist in de Militärmusik Steiermark. Als dirigent werkt hij sinds 1994 bij het Blasorchester Kappelrodeck in Baden-Württemberg en in Ortenberg. Hij was ook gastdirigent bij het harmonieorkest van het Konzervatoř Plzeň, het conservatorium van Pilsen, Tsjechië. Verder is hij docent aan het Johann-Joseph-Fux-Konservatorium in Graz.
Hij heeft een groot aantal bewerkingen en herinstrumentaties van klassieke werken en oude harmoniewerken (onder andere Für Österreichs Ruhm und Ehr',' vier symfonische gedichten van Julius Fučík) geschreven. Maar hij heeft als componist ook eigen werk gepubliceerd. Van hem is ook het Repertorium der Märsche für Blasorchester in de reeks ALTA MUSICA. 

## Composities

### Werken voor harmonieorkest
- 1987 Johann Joseph Fux-Suite in Bes-groot
- 1988 Schloßberg-Hymne
- 1993 Wiener Barock-Ouvertüre
- 1996 Ortenberg-Fanfare
- 1997 Nordpol-Fanfare
- 1998 Dream Day (Festlicher Tagesanbruch)

### Kamermuziek
- 1988 Rondo für Schulorchester, voor blaaskwartet en strijkkwartet

### Pedagogische werken
- 1980 Etüden und Vortragsstücke für Waldhorn

## Publicaties
- Armin Suppan: Blasmusik-Dissertationen in den USA, in: Studia musicologica Academiae Scientiarum Hungaricae. - 36 - 1995, p. 181 - 226
- Armin Suppan: Repertorium der Märsche für Blasorchester - 1. Teil, 1982, 346 p.
- Armin Suppan: Repertorium der Märsche für Blasorchester - 2. Teil, 1990, 352 p.

- Bibliothèque nationale de France: cb12184259f (data)
- Gemeinsame Normdatei: 134534441
- International Standard Name Identifier: 0000 0000 8078 9048
- Library of Congress Control Number: n83214358
- Nationale Bibliotheek van Israël: 987007417688805171
- Nederlandse Thesaurus van Auteursnamen: 322708419
- Système universitaire de documentation: 152069437
- Virtual International Authority File: 54508
- WorldCat: E39PBJwhD7vRkdBFPWbFvcFqcP